# El Marginal
El Marginal é uma série de televisão argentina de ação, crime e drama, produzida por Underground e emitida originalmente na Televisão Pública Argentina, distribuída posteriormente por Netflix.
A série foi premiada no Series Mania, e ganhou os prêmios Martín Fierro de ouro e o Prêmio Tato. No 2018, Telemundo comprou os direitos para produzir um remake estadunidense, El Recluso, disponível também no Netflix.
O tema principal da série é a vida dos irmãos Borges, Mario e Diosito, no Presídio San Onofre.

## Elenco
| Ator / Atriz                  | Personagem                               | Temporadas | Temporadas | Temporadas            |
| Ator / Atriz                  | Personagem                               | 1          | 2          | 3                     |
| ----------------------------- | ---------------------------------------- | ---------- | ---------- | --------------------- |
| Nicolás Furtado               | Juan Pablo Borges, "Diosito"             | Principal  | Principal  | Principal             |
| Claudio Rissi                 | Mario Borges                             | Principal  |            |                       |
| Gerardo Romano                | Sergio Antín                             | Principal  |            |                       |
| Martina Gusmán                | Emma Molinari                            | Principal  |            |                       |
| Carlos Portaluppi             | "Morcilla"                               | Principal  |            |                       |
| Abel Ayala                    | César                                    | Principal  | Principal  | Principal             |
| Brian Buley                   | Pedro Pedraza, "Pedrito"                 | Principal  |            |                       |
| Daniel Pacheco                | James, "Colombia"                        | Principal  |            |                       |
| Marcelo Peralta               | "Barny"                                  | Principal  |            |                       |
| Mauro Angemi                  | "Calambre"                               | Principal  |            |                       |
| Sergio Sanchez                | "El Flaco Borges"                        | Principal  |            |                       |
| Guido Botto Fiora             | "Fiorella"                               | Principal  |            |                       |
| Gustavo Pardi                 | "Pikachu"                                |            |            |                       |
| Emanuel García                | "Arnold"                                 | Principal  |            |                       |
| Jorge Lorenzo                 | Capece                                   | Principal  |            |                       |
| Ignacio Sureda                | "Pantera"                                |            | Recorrente | Recorrente            |
| Juan Minujín                  | Miguel Palacios / Osvaldo Peña, "Pastor" | Principal  |            | Participação especial |
| Roly Serrano                  | "Sapo" Quiroga                           |            | Principal  | Participação especial |
| Diego Cremonesi               | Quique "El Cuis"                         |            | Principal  | Participação especial |
| Esteban Lamothe               | Patricio Salgado, "El Doc"               |            | Principal  |                       |
| Verónica Llinás               | Rita                                     |            | Principal  |                       |
| Rodrigo Noya                  | Nicolás Olmos, "Oaki"                    |            | Principal  |                       |
| Daniel Fanego                 | Garófalo                                 |            | Principal  |                       |
| Mariano Argento               | Cayetano Lunati                          | Principal  |            | Recorrente            |
| Gerardo Otero                 | Fernando Palacios                        | Principal  |            |                       |
| Adriana Salonia               | Lucrecia                                 | Principal  |            |                       |
| Maite Lanata                  | Luna Lunati                              | Principal  |            | Recorrente            |
| Aylin Prandi                  | Sofia                                    | Principal  |            | Recorrente            |
| Chang Sung Kim                | "Chino Soja"                             | Principal  |            |                       |
| Lorenzo Ferro                 | Cristian Pardo, "El Moco"                |            |            | Principal             |
| Gustavo Garzón                | Eduardo Pardo                            |            |            | Recorrente            |
| Alejandro Awada               | Oliverio Bruni                           |            |            | Principal             |
| Osqui Guzmán                  | Ramos                                    |            |            | Principal             |
| Ana María Picchio             | Estela Morales                           |            |            | Principal             |
| Denis Corat                   | "Marquitos"                              |            |            | Principal             |
| David Masajnik                | Juan Carlos Rodríguez, "Tubito"          |            |            | Principal             |
| Lucas Pose                    | "El Niño"                                | Recorrente |            |                       |
| Jonathan de la Rosa           | "El Susto"                               | Recorrente |            |                       |
| Ana Garibaldi                 | Gladys Borges                            | Recorrente |            |                       |
| Carlos Cano                   | Sandro                                   | Recorrente |            |                       |
| Javier Pedersoli              | Kalina                                   | Recorrente |            |                       |
| Cumelén Sanz                  | Karina                                   |            |            | Recorrente            |
| Marcelo Mazzarello            | Daniel Ortiz, "El Loco"                  |            |            | Recorrente            |
| Luis Ziembrowski              | Angel Mayardo Williams                   |            |            | Recorrente            |
| Rodrigo Mora                  | Máximo                                   |            | Cameo      | Recorrente            |
| Mónica Raiola                 | Chiqui                                   |            | Recorrente | Recorrente            |
| Rolando Schiavi               |                                          |            |            | Cameo                 |
| Claudia Santos                | "Esposa de Tubito"                       |            |            | Cameo                 |
| Andrea López                  | La Romi                                  |            |            | Recorrente            |
| Kate Rodríguez                | "Sicaria"                                |            |            | Cameo                 |
| Facundo Cesar Ghiglione       | "La Bestia"                              |            |            | Recorrente            |
| Gastón "Dtoke" Serrano        | "Dtoke"                                  |            |            | Recorrente            |
| El Flaco                      | "Fiorito"                                |            |            | Recorrente            |
| Nicolás Gualco                | "Raviolito"                              |            | Recorrente |                       |
| Roberto Vallejos              | Godoy                                    |            | Recorrente |                       |
| Paula Cancio                  | Camila                                   |            | Recorrente |                       |
| Joaquinha "La Joaqui" Lerena  | "Mecha"                                  |            | Recorrente |                       |
| Antonella Ferrari             | Carla                                    |            | Recorrente |                       |
| Fidel Ponce y Tomas Fernández | "Los Mellis"                             |            | Recorrente |                       |
| Fabio "Mosquito" Sancineto    | Fabiola                                  |            | Recorrente | Recorrente            |
| Victoria Césperes             | Andrea (Secretaria de Antin)             |            | Recorrente | Cameo                 |
| Silvina Bosco (†)             | Romina                                   |            | Recorrente |                       |
| Gonzalo Acosta                | "El Ninja"                               |            | Recorrente |                       |
| Rafael Soliwoda               | Marcelo Ontiveros                        |            | Recorrente |                       |
| Luciano Farías                | Vato (Líder de la "Banda de Sarandí)     |            | Recorrente |                       |
| Gonzalo "Patón" Basile        | "Oso"                                    |            | Recorrente | Recorrente            |
| Valentín Villafañe            | "Hueso"                                  |            | Recorrente |                       |
| Sofía Dieguez                 | "La Luli"                                |            | Recorrente | Recorrente            |
| Mariana Genesio Peña          | "Ginna"                                  |            | Recorrente | Recorrente            |
| Micol Estévez                 | Jessy Quiroga                            |            | Recorrente |                       |
| Federico Barga                | "Chaveta"                                |            | Recorrente |                       |
| Lorena Acuña                  | "La Pichona"                             |            | Recorrente |                       |
| Ignacio Huang                 | Wan                                      | Recorrente | Cameo      |                       |
| Francisco Lumerman            | "El Triste"                              | Recorrente |            |                       |
| Marco Woinski                 | "Pipita"                                 | Recorrente |            |                       |
| Brian Muniz                   | "Virus"                                  | Recorrente |            |                       |
| Fernando Caride               | Procurador                               | Recorrente |            | Cameo                 |
| Adrián Navarro                | Gastón Belardo                           | Recorrente |            | Recorrente            |
| Ramiro Martínez               | Rogelio Rico                             | Recorrente |            |                       |
| Mario Moscoso                 | Guardiacárcel                            | Recorrente |            |                       |
| Enrique Liporace              | "El Verruga"                             | Recorrente |            |                       |
| Cristina Banegas              | Élida                                    | Recorrente |            |                       |
| Lis Moreno                    | Karina                                   | Recorrente |            |                       |
| Julieta Zylberberg            | Silvia de palacios (Esposa de miguel)    | Recorrente |            |                       |
| Mercedes Scápola              | Betina                                   | Recorrente |            |                       |
| Eugenia Alonso                | Terapeuta                                | Recorrente |            |                       |
| Alma Gandini                  | La Piba                                  | Cameo      |            |                       |
| Laura López Moyano            | Diana Sosa                               | Recorrente |            |                       |
| Camila Garófalo               | Mabel Molinari                           | Recorrente |            |                       |
| Jimena Anganuzzi              | Carla                                    | Recorrente |            |                       |
| Inés Palombo                  | anabella                                 | Recorrente |            |                       |
| Adolfo Yanelli                | Doctor                                   | Recorrente |            |                       |
| Guadalupe Yepes               | Vicky                                    | Recorrente |            |                       |

## Episódios
| Temporada | Temporada | Episódios | Televisión Pública Argentina | Televisión Pública Argentina | Netflix                | Universal TV         | Universal TV           | Rating |
| Temporada | Temporada | Episódios | Estreia da temporada         | Final da temporada           | Netflix                | Estreia da temporada | Final da temporada     | Rating |
| --------- | --------- | --------- | ---------------------------- | ---------------------------- | ---------------------- | -------------------- | ---------------------- | ------ |
|           | 1         | 13        | 2 de junho de 2016           | 8 de setembro de 2016        | 7 de outubro de 2016   | 30 de enero de 2018  | 6 de fevereiro de 2018 | 2.9    |
|           | 2         | 8         | 17 de julio de 2018          | 4 de setembro de 2018        | 28 de setembro de 2018 | 16 de enero de 2020  | 2020                   | 9.4    |
|           | 3         | 8         | 9 de julio de 2019           | 27 de agosto de 2019         | 27 de setembro de 2019 | 2021                 | 2021                   | 9.6    |
|           | 4         | TBA       | 2021                         | 2021                         | TBA                    | TBA                  | TBA                    | TBA    |

## Referencias
1. ↑  «Martín Fierro 2017: El Marginal se llevó el Oro y Mirtha Legrand el de Brillantes» [Martín Fierro 2017: El Marginal levou ouro e Mirtha Legrand o Brilhante] (em espanhol). La Nación. 19 de junho de 2017
2. ↑  Marín, Ricardo (17 de julho de 2018). «El marginal II, la nueva obsesión de Sebastián Ortega» (em espanhol). La Nación
3. ↑  «Los números de El marginal» (em espanhol). television.com.ar. 9 de setembro de 2016. Consultado em 19 de julho de 2018
4. ↑  «Los números que dejó El Marginal» (em espanhol). television.com.ar. 5 de setembro de 2018. Consultado em 5 de setembro de 2018
5. ↑  «Los números que dejó la tercera temporada de El marginal» (em espanhol). television.com.ar. 28 de agosto de 2019. Consultado em 28 de agosto de 2019
6. ↑  «Cómo será "El Marginal 4" y la posibilidad de hacer un spin-off de "Diosito"». Infobae. 28 de agosto de 2019. Consultado em 28 de agosto de 2019